# Tillandsia pseudobaileyi
Tillandsia pseudobaileyi är en gräsväxtart som beskrevs av C.S.Gardner. Tillandsia pseudobaileyi ingår i släktet Tillandsia och familjen Bromeliaceae.

## Underarter
Arten delas in i följande underarter:
- T. p. pseudobaileyi
- T. p. yucatanensis